# Kościół św. Marii w Hinckley
Kościół św. Marii w Hinckley – świątynia Kościoła Anglii w Hinckley, nosząca wezwanie św. Marii. Budynek od 8 marca 1963 ma status zabytku klasy II. Parafia należy do diecezji Leicester.

## Historia
Z pierwotnego budynku kościoła nie ocalało nic poza częścią fundamentów. Prawdopodobnie świątynia chrześcijańska istniała w tym miejscu już w XI wieku. Fundatorem kościoła był William FitzOsbern, przybyły tu wraz z Wilhelmem Zdobywcą. Zgodnie z jego wolą, dochody parafii były przekazywane do opactwa Lyre w Normandii. Stan taki utrzymał się aż do 1415 roku, odkąd to dochód zaczął przypadać w udziale opactwu Mountgrace w hrabstwie Yorkshire. Po rozwiązaniu klasztorów w 1542 roku przez króla Henryka VIII, parafia podlegała opactwu westminsterskiemu, następnie w latach 1874–1926 biskupowi Peterborough, a od założenia diecezji Leicester – jej biskupowi.
Kościół odbudowano w XIII wieku, inskrypcja wskazuje na rok 1246. Najstarsze istniejące dziś części kościoła to jedna z naw, wieża i prezbiterium, pochodzące z lat 1240–1340. W 1788 roku przebudowano wieżę, kościół był gruntownie restaurowany w latach 1863–1868.

## Cmentarz
Przykościelny cmentarz był używany przez co najmniej 800 lat. Najstarsze nagrobki pochodzą z XVIII wieku. Po otwarciu w Hinckley cmentarza na Ashby Road w 1858 roku zaprzestano pochówków przy kościele.

### Krwawiący nagrobek
Na przykościelnym cmentarzu znajduje się nagrobek Richarda Smitha. Dwudziestoletni wówczas Richard Smith został zamordowany 12 kwietnia 1727 w trakcie kłótni z prowadzącym nabór do wojska Simeonem Stayne. Pokłócili się oni o to, czy gospoda George Inn została tak nazwana dla uczczenia króla Jerzego II, czy też ma za patrona św. Jerzego, patrona Anglii, walczącego ze smokiem. Ponieważ Richard obstawał uparcie przy św. Jerzym, Simeon straciwszy cierpliwość zaatakował go halabardą i zadał mu rany na tyle ciężkie, że Richard zmarł z wykrwawienia. Simeon natomiast został odnaleziony, pojmany i skazany na śmierć za morderstwo. Według miejscowej legendy, nagrobek Smitha w rocznicę jego śmierci pokrywał się „słodką krwią” – wspomina nawet o tym wydany w 1936 roku przewodnik. Zjawisko przestało jednak zachodzić, gdy nagrobek przeniesiono spod muru kościoła w inne miejsce. Prawdopodobną przyczyną powstawania okresowych przebarwień była reakcja chemiczna wywołana kapiącą na nagrobek wodą.